# Nico Daws
Nicolas „Nico“ Daws (* 22. Dezember 2000 in München) ist ein deutsch-kanadischer Eishockeytorwart, der seit Mai 2021 bei den New Jersey Devils aus der National Hockey League (NHL) unter Vertrag steht und parallel für deren Farmteam, die Utica Comets, in der American Hockey League (AHL) spielt. Mit der kanadischen U20-Nationalmannschaft gewann Daws, der die Saison 2020/21 beim ERC Ingolstadt in der Deutschen Eishockey Liga (DEL) verbrachte, bei der U20-Junioren-Weltmeisterschaft 2020 die Goldmedaille.

## Karriere
Daws wurde als Sohn eines Kanadiers und einer Deutsch-Kanadierin in der bayerischen Landeshauptstadt München geboren, wuchs jedoch im kanadischen Burlington in der Provinz Ontario auf. Dort begann er in seiner Kindheit mit dem Eishockeyspielen und war in seiner Jugend unter anderem für die Burlington Eagles aktiv. In der OHL Priority Selection 2016 der Ontario Hockey League (OHL) wurde der Torhüter von den Guelph Storm ausgewählt, zu deren Kader er mit Beginn der Saison 2017/18 gehörte. Bei den Storm füllte er in den folgenden beiden Jahren die Rolle des Ersatztorwarts aus. Dabei konnte er sich im Vergleich zu seinem ersten Jahr, als ihm in 14 Einsätzen lediglich ein Sieg gelang, mit zehn Siegen in 20 Partien in seiner zweiten Saison in der Liga deutlich steigern. Am Ende der Spielzeit 2018/19 gewann Daws mit den Guelph Storm den J. Ross Robertson Cup, die Meisterschaftstrophäe der OHL. Im anschließenden Memorial Cup blieb er ohne Einsatzminuten. Mit Beginn der Saison 2019/20 stieg der Deutsch-Kanadier zum Stammtorwart Guelphs auf. Seine 23 Siege in 38 Einsätzen sowie die ligaweit beste Fangquote und meisten Shutouts führten dazu, dass er am Saisonende mit dem OHL Goaltender of the Year Award bedacht und ins First All-Star Team der Liga berufen wurde. Bei der Wahl zum CHL Goaltender of the Year der gesamten Canadian Hockey League (CHL) unterlag er dem US-Amerikaner Dustin Wolf von den Everett Silvertips.
Die Leistungen des Schlussmanns im Verlauf der Saison 2019/20 führten schließlich dazu, dass er vom Central Scouting Service (CSS) vor dem NHL Entry Draft 2020 als das am höchsten gehandelte Torwarttalent in Nordamerika angesehen wurde. Schließlich wurde Daws als insgesamt sechster Torwart in der dritten Runde an 84. Stelle von den New Jersey Devils aus der National Hockey League (NHL) ausgewählt, nachdem im Vorjahr noch kein Franchise an ihm interessiert gewesen war. Da der Beginn der OHL-Saison 2020/21 durch die COVID-19-Pandemie zunächst auf unbestimmte Zeit verschoben wurde, unterschrieb der Goalie im November 2020, um weiter Spielpraxis zu sammeln, einen Vertrag beim ERC Ingolstadt aus der Deutschen Eishockey Liga (DEL). In seinem Geburtsland fungierte Daws als Ersatztorhüter der Panther hinter seinem kanadischen Landsmann Michael Garteig. Am Saisonende hatte der 20-Jährige zehn DEL-Partien absolviert, von denen er vier gewonnen hatte. Mit seinem Gegentorschnitt und Fangquote fand er sich unter den besten 20 Torhütern der Liga wieder. Im Mai 2021 unterzeichnete Daws einen Einstiegsvertrag mit einer Laufzeit von drei Jahren bei den New Jersey Devils.
Nachdem Daws zum Beginn der Saison 2020/21 sein Profidebüt in Nordamerika beim Farmteam Utica Comets in der American Hockey League (AHL) gegeben hatte, debütierte er wenig später für die Devils in der NHL. Sowohl seinen ersten AHL-Einsatz gegen die Rochester Americans als auch NHL-Einsatz gegen die Buffalo Sabres gestaltete er jeweils siegreich.

### International
Mit der kanadischen U20-Nationalmannschaft nahm Daws zum Jahreswechsel 2019/20 an der U20-Junioren-Weltmeisterschaft 2020 in Tschechien teil. Dort fungierte er zunächst als etatmäßiger Stammtorwart, wurde jedoch im Verlauf der Vorrunde von Joel Hofer abgelöst. Letztlich absolvierte er im Turnierverlauf zwei Einsätze – beide zu Beginn der Vorrunde. Darunter befanden sich ein 6:4-Sieg über die Vereinigten Staaten und eine 0:6-Niederlage gegen Russland, bei der er beim Stand von 0:4 nach 22 Minuten ausgewechselt wurde. Dennoch gewann Daws am Ende der Weltmeisterschaft die Goldmedaille mit den Kanadiern, die sich im Finale mit einem 4:3-Sieg über Russland für die Vorrundenniederlage revanchierten.
Zum Aufgebot des kanadischen A-Nationalteams gehörte Daws erstmals bei der Weltmeisterschaft 2024, als er sich gemeinsam mit Joel Hofer den Posten des Ersatzmanns von Jordan Binnington teilte. Im Turnierverlauf kam er zu einem Einsatz, bei einem 4:1-Sieg über Norwegen. Am Turnierende belegte die Mannschaft den vierten Platz und verpasste die Medaillenränge.

## Erfolge und Auszeichnungen
- 2019 J.-Ross-Robertson-Cup-Gewinn mit den Guelph Storm
- 2020 OHL Goaltender of the Year Award
- 2020 OHL First All-Star Team
- 2023 Teilnahme am AHL All-Star Classic

### International
- 2020 Goldmedaille bei der U20-Junioren-Weltmeisterschaft

## Karrierestatistik
Stand: Ende der Saison 2024/25

### International
Vertrat Kanada bei:
- U20-Junioren-Weltmeisterschaft 2020
- Weltmeisterschaft 2024

(Legende zur Torhüterstatistik: GP oder Sp = Spiele insgesamt; W oder S = Siege; L oder N = Niederlagen; T oder U oder OT = Unentschieden oder Overtime- bzw. Shootout-Niederlage; Min. = Minuten; SOG oder SaT = Schüsse aufs Tor; GA oder GT = Gegentore; SO = Shutouts; GAA oder GTS = Gegentorschnitt; Sv% oder SVS% = Fangquote; EN = Empty Net Goal; 1 Play-downs/Relegation; Kursiv: Statistik nicht vollständig)